# Lijst van afleveringen van The Knick
Dit is een lijst van afleveringen van de Amerikaanse ziekenhuisserie The Knick. De serie begon op 8 augustus 2014 en eindigde na twee seizoenen op 18 december 2015. De twintig afleveringen werden geregisseerd door Steven Soderbergh.

## Overzicht
| Seizoen | Seizoen | Aantal afleveringen | Begindatum      | Einddatum        | Netwerk |
| ------- | ------- | ------------------- | --------------- | ---------------- | ------- |
| 0       | 1       | 10                  | 8 augustus 2014 | 17 oktober 2014  | Cinemax |
|         | 2       | 10                  | 16 oktober 2015 | 18 december 2015 | Cinemax |

## Afleveringen

### Seizoen 1 (2014)
| Nr. in serie | Nr. in seizoen | Titel                   | Regie             | Scenario                   | Uitzenddatum      |
| 1            | 1              | "Method and Madness"    | Steven Soderbergh | Jack Amiel, Michael Begler | 8 augustus 2014   |
| 2            | 2              | "Mr. Paris Shoes"       | Steven Soderbergh | Jack Amiel, Michael Begler | 15 augustus 2014  |
| 3            | 3              | "The Busy Flea"         | Steven Soderbergh | Jack Amiel, Michael Begler | 22 augustus 2014  |
| 4            | 4              | "Where's the Dignity?"  | Steven Soderbergh | Jack Amiel, Michael Begler | 5 september 2014  |
| 5            | 5              | "They Capture the Heat" | Steven Soderbergh | Steven Katz                | 12 september 2014 |
| 6            | 6              | "Start Calling Me Dad"  | Steven Soderbergh | Jack Amiel, Michael Begler | 19 september 2014 |
| 7            | 7              | "Get the Rope"          | Steven Soderbergh | Jack Amiel, Michael Begler | 26 september 2014 |
| 8            | 8              | "Working Late a Lot"    | Steven Soderbergh | Jack Amiel, Michael Begler | 3 oktober 2014    |
| 9            | 9              | "The Golden Lotus"      | Steven Soderbergh | Steven Katz                | 10 oktober 2014   |
| 10           | 10             | "Crutchfield"           | Steven Soderbergh | Jack Amiel, Michael Begler | 17 oktober 2014   |

### Seizoen 2 (2015)
| Nr. in serie | Nr. in seizoen | Titel                                    | Regie             | Scenario                   | Uitzenddatum     |
| 11           | 1              | "Ten Knots"                              | Steven Soderbergh | Jack Amiel, Michael Begler | 16 oktober 2015  |
| 12           | 2              | "You're No Rose"                         | Steven Soderbergh | Jack Amiel, Michael Begler | 23 oktober 2015  |
| 13           | 3              | "The Best with the Best to Get the Best" | Steven Soderbergh | Jack Amiel, Michael Begler | 30 oktober 2015  |
| 14           | 4              | "Wonderful Surprises"                    | Steven Soderbergh | Jack Amiel, Michael Begler | 6 november 2015  |
| 15           | 5              | "Whiplash"                               | Steven Soderbergh | Steven Katz                | 13 november 2015 |
| 16           | 6              | "There Are Rules"                        | Steven Soderbergh | Jack Amiel, Michael Begler | 20 november 2015 |
| 17           | 7              | "Williams and Walker"                    | Steven Soderbergh | Jack Amiel, Michael Begler | 27 november 2015 |
| 18           | 8              | "Not Well at All"                        | Steven Soderbergh | Steven Katz                | 4 december 2015  |
| 19           | 9              | "Do You Remember Moon Flower?"           | Steven Soderbergh | Jack Amiel, Michael Begler | 11 december 2015 |
| 20           | 10             | "This Is All We Are"                     | Steven Soderbergh | Jack Amiel, Michael Begler | 18 december 2015 |